# 長岡英智高等学校
長岡英智高等学校（ながおかえいちこうとうがっこう、英称：Nagaoka Eichi High School）は、新潟県長岡市宮栄に本部を置く学校法人英智学園が運営する私立高等学校。略称は「英智」（えいち）。

## 概要
2006年に単位制課程の通信制高校として長岡市の宮内駅前に開校。
運営は学校法人英智学院が行っているが、英智学院そのものは新潟県内で専門学校や進学予備校を展開する「エイシンカレッジ」グループに属している。
設置課程として単位制（通信制課程）の通学コースと、単位制（通信制課程）の通信教育コースの二課程を設置している。
高校の中退経験者や通級指導教室・特別支援学級の出身者を積極的に受け入れており、このような理念を置いているのは県内で本校のほかに第一学院高等学校・開志学園高等学校の2校しか存在しない。（通信制高校のサポート校は含まない）
2010年代に入ってからは通信制コースの学習センターを県央・中越・上越地区に相次いで設置し、学習センターではスクーリングと呼ばれる授業を通年で実施している。
校舎は宮内にある本校舎のほか、学習センターとして三条・長岡駅前・長岡駅東の3校を別に設置している。
本校舎では年間行事の文化祭として英好祭（えいこうさい）を例年開催している。

### 校章
長岡市を流れる信濃川と宮内地区から望む東山連峰の色をそれぞれ青と緑に見立て、スクールカラーとして採用。

## 設置課程
- 通信制課程
  - 単位制
    - 普通科
      - 通学コース（設置：2006年度）
- 通信制課程
  - 単位制
    - 普通科
      - 通信教育コース（設置：2013年度）

### 廃止された課程
- 通信制課程
  - 単位制
    - 普通科
      - 特別編成コース（設置：2013年度・廃止：2017年度）

## 特色
両コースともに中卒・高校中退者・転校希望者のための年2回（4月・10月）入学制度を実施している。なお、通信教育コースに限り通年で生徒の受け入れを行っている。
運営元が同じエイシンカレッジ系列の専門学校と連携し、進学説明会や進路ガイダンスを通年で実施しており、キャリア教育も推進している。
検定取得も推進しており、合格した検定を単位として換算する制度も導入されている。

### 通学コース
公文式の教材を数学・算数の授業に導入しており、基礎学力の定着と小中学校での履修範囲の学び直しに力を入れている。少人数制教育を基本とし、ベーシックスキルを始めとした習熟度別の授業を展開しており、月曜～木曜の週4日登校をすることで全日制と同じ3年間で卒業することが可能である。また、本コースに限り制服が導入されている。
長岡駅（東口）の越後交通カンコータクシーのりばと本校を結ぶスクールバスを運行している。

### 通信教育コース
三条・長岡駅前・長岡駅東の学習センターにおいてレポートに準じた授業や進学・就職セミナーを通年で実施している。
4年制大学への進学希望者に対してはエイシンカレッジ傘下の株式会社 新潟ソフトアカデミーが運営している東進衛星予備校（長岡駅東校）へ入校することで、国公立など難関大学を志望校とすることも可能。

## 部活動
部活動の所属は任意制で、兼部も可能となっている。

### 運動部
- 卓球部（2016年度・北信越高等学校 定時制 通信制体育大会 新潟県選抜「優勝」[1]）
- 陸上競技部（2016年度・全国高等学校 定時制 通信制体育大会 男子1500ｍ「優勝」・男子5000ｍ「優勝」・男子200m「準優勝」・男子100m「準々優勝」[1]）
- 軟式野球部（2016年度・北信越高等学校 定時制 通信制体育大会 新潟県選抜「準優勝」[1]）
- バドミントン部
- バレーボール部（2016年度・北信越高等学校 定時制 通信制体育大会 新潟県選抜「優勝」[1]）
- ソフトテニス部
- バスケットボール部（2016年度・北信越高等学校 定時制 通信制体育大会 新潟県選抜「優勝」[1]）

### 文化部
- 家庭部
- 書道部
- パソコン部

## 学校行事
（以下はスクールガイド内に掲載されている主な年間行事である）
- 4月 - 1学期始業式・新任式・対面式・新入生オリエンテーション
- 5月 - 遠足・生徒総会
- 6月 - 1学期中間考査・体育祭
- 7月 - 全国大会壮行式
- 8月 - 夏季休業・夏季スクーリング
- 9月 - 単位認定考査・宿泊研修（1年生）・修学旅行（2年生）・1学期終業式
- 10月 - 2学期始業式・北信越大会壮行式・遠足
- 11月 - 英好祭（文化祭）・2学期中間考査
- 12月 - 生徒会選挙立会演説会・球技大会
- 1月 - スノースポーツ宿泊研修
- 2月 - 冬季スクーリング
- 3月 - 卒業証書授与式・2学期終業式・離任式

## 沿革
- 2005年10月30日 - 創立。
- 2006年4月1日 - 英智ウィル学院高等学校として開校する。
- 2007年4月1日- （通信制）介護福祉士専攻科が開設される。
- 2009年10月1日 - （通信制）介護福祉士専攻科の募集を停止する。
- 2013年3月31日 - （通信制）介護福祉士専攻科の生徒が卒業したことに併せて同科を廃止する。
- 2013年4月1日 - 学校法人英智学院 長岡英智高等学校へ改称する。
- 2013年4月1日 - 特別編成コースを開設する。
- 2013年11月1日 - 通信教育コースを新設する。
- 2013年12月 - 北越銀行殿町支店跡地に長岡駅前学習センターを開設、クレアヘアモード専門学校の着付け室を併設する。
- 2014年11月10日 - 上越市高田に上越学習センターを開設する。
- 2015年11月28日 - 創立10周年記念式典が挙行され、同窓会総会が開会される。(於：長岡リリックホール)
- 2016年2月22日 - 三条市に三条学習センターを開設する。
- 2016年4月 - スクールバスの運行を開始する[6]。
- 2016年4月 - 公文式授業を導入する[6]。
- 2017年3月 - 宮内本校の改修工事が一部完了する。（3学年・普通教室）
- 2017年度 - 情報実習室の設備更新を実施する[1]。
- 2017年4月1日 - 特別編成コースを廃止する。
- 2017年6月30日 - 開校以来初めてとなる体育祭を開催する[6]。（於：アオーレ長岡アリーナ）
- 2017年10月 - 宮内本校の改修工事が完了する。（図書ラウンジ新設・保健室）

## ギャラリー

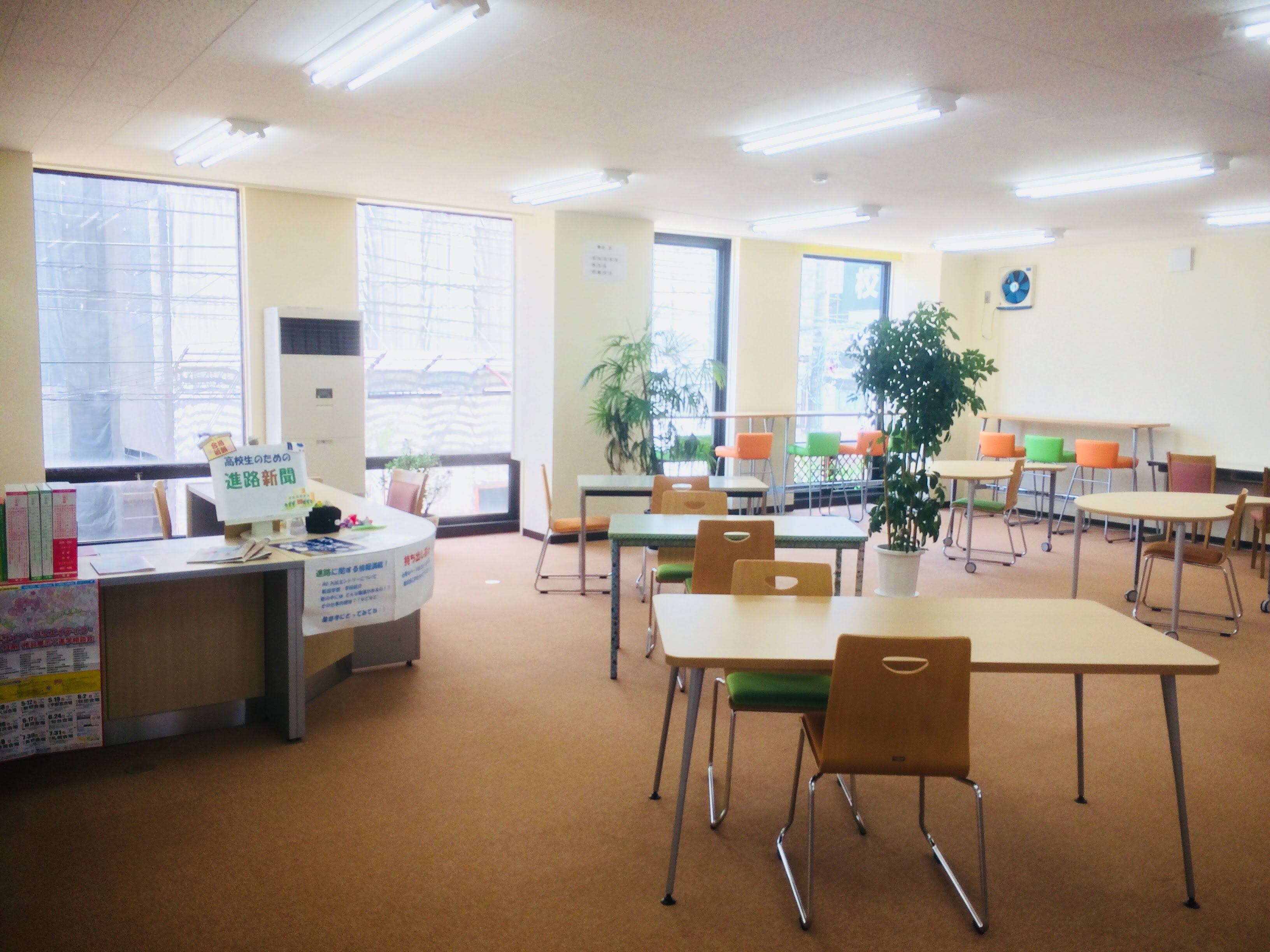
長岡駅前学習センター

## 学習センター
- 長岡駅前学習センター
  - 〒940-0064 新潟県長岡市殿町1丁目5-1[1]
- 三条学習センター
  - 〒955-0862 新潟県三条市南新保15-7[1]
- 上越学習センター
  - 〒943-0832 新潟県上越市本町5丁目2-11[1]

## 交通アクセス
（長岡市）
- 「宮内本校」JR東日本（信越本線・上越線）宮内駅より徒歩：約3分
- 「長岡駅前学習センター」JR東日本（上越新幹線・信越本線・上越線）長岡駅より南へ約350m（徒歩：約5分）および越後交通・長岡駅前バス停より南へ約350m（徒歩：約5分）

（三条市）
- 「三条学習センター」JR東日本（信越本線）三条駅より徒歩：約1分

（上越市）
- 「上越学習センター」えちごトキめき鉄道（妙高はねうまライン）高田駅より徒歩：約3分

## 参考資料・出典
- 長岡英智高等学校2018年度公式スクールガイド
- 長岡英智高等学校・ホームページ
- KUMON通信制特集
- 新潟日報ふむふむ